# Alberto Manuel Domínguez Rivas
Alberto Manuel Domínguez Rivas (Santiago de Compostela, La Coruña, España, 11 de febrero de 1988), conocido deportivamente como Alberto Domínguez o simplemente Alberto, es un futbolista español que ocupa la demarcación de guardameta. Actualmente milita en el Coruxo FC.

## Trayectoria
| Club                          | Categoría          | País   | Año         |
| ----------------------------- | ------------------ | ------ | ----------- |
| R.C. Deportivo de La Coruña B | Tercera Grupo I    | España | 2006 - 2007 |
| R.C. Deportivo de La Coruña B | Segunda B Grupo I  | España | 2007 - 2008 |
| R.C. Deportivo de La Coruña B | Segunda B Grupo I  | España | 2008 - 2009 |
| Compostela                    | Segunda B Grupo I  | España | 2009 - 2010 |
| Coruxo                        | Segunda B Grupo I  | España | 2010 - 2011 |
| Coruxo                        | Segunda B Grupo I  | España | 2011 - 2012 |
| Getafe B                      | Segunda B Grupo I  | España | 2012 - 2013 |
| Albacete                      | Segunda B Grupo IV | España | 2013 - 2014 |
| Albacete                      | Liga Adelante      | España | 2014 - 2015 |
| S.D. Ponferradina             | Liga Adelante      | España | 2015 - 2016 |
| Coruxo Fútbol Club            | Segunda B Grupo I  | España | 2016 - 2017 |
| Coruxo Fútbol Club            | Segunda B Grupo I  | España | 2017 - 2018 |
| Coruxo Fútbol Club            | Segunda B Grupo I  | España | 2018 - 2019 |